# Station Gorzów Wielkopolski
Station Gorzów Wielkopolski is een spoorwegstation in de Poolse plaats Gorzów Wielkopolski.

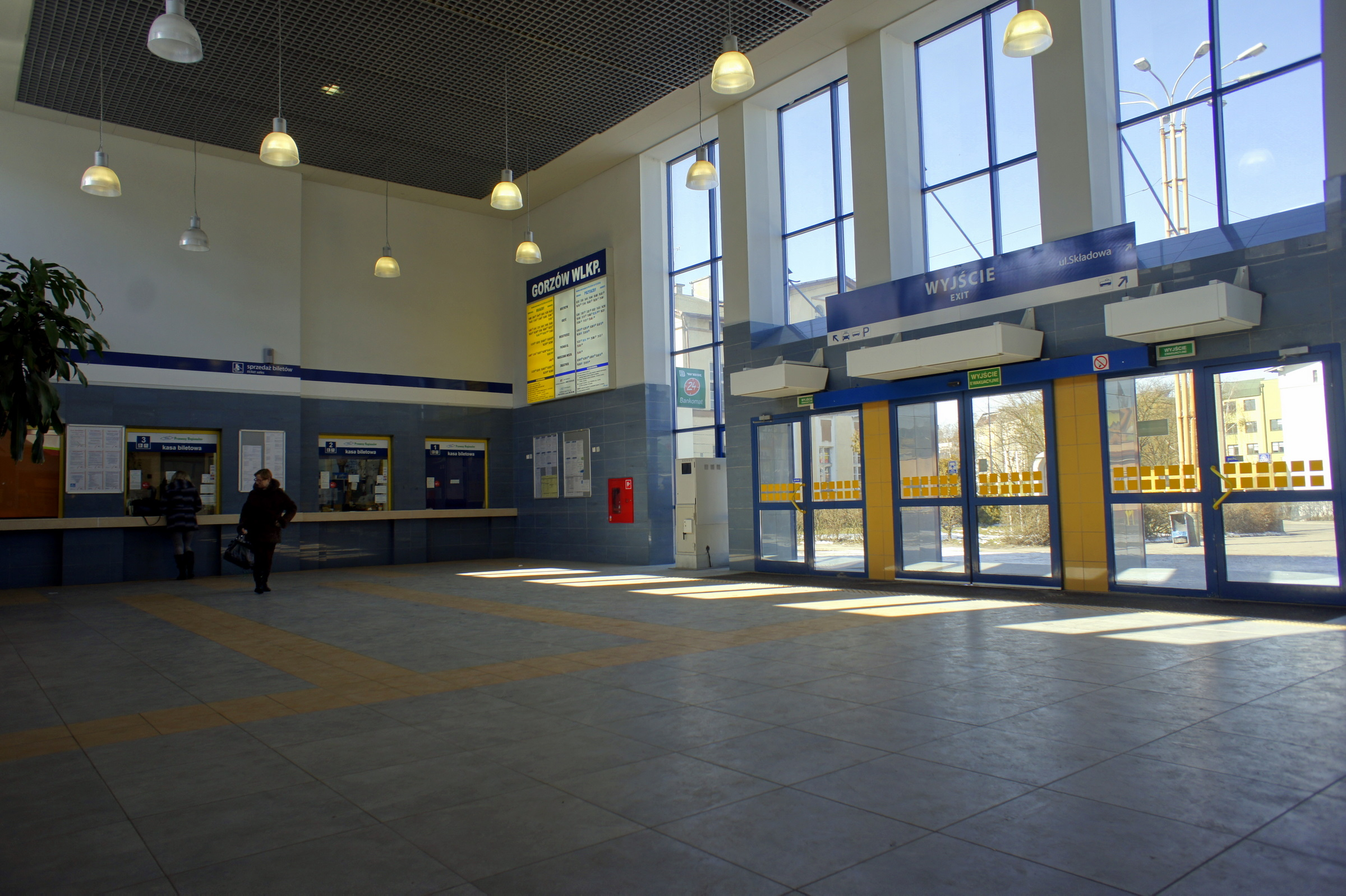
Hal.